# Elverød Station
Elverød Station (Elverød stasjon eller Elverød holdeplass) var en jernbanestation på Indre Østfoldbanen (Østre Linje), der lå i Elverød i Hobøl kommune i Norge.
Stationen blev åbnet som trinbræt i 1928 og nedlagt 1. februar 1947. Den blev genoprettet 1. oktober 1957 og nedlagt igen 29. maj 1988. Stationen bestod af et spor og en perron. Den lå 40,17 km fra Oslo S.